# ウィリアム・ルブルック
ウィリアム・ルブルック（William Rubruck/William of Rubruck、1248年 - 1255年）は、フランスの宣教師、探検家。フランシスコ会修道士。フランス語読みはギヨーム・リュブリキ（Guillaume Rubrouck/Guillaume de Rubrouck）。
1253年にフランス国王ルイ9世の命を受けてモンゴル帝国に派遣された。翌年モンゴル帝国の都カラコルムを訪れ、モンケ・ハン（憲宗）に謁見した。その時の見聞にもとづき、モンゴル・中央アジア各地の地理・風俗・宗教・言語などを伝える貴重な旅行記「東方諸国旅行記」を書き残した。

## 概要
フランドル地方（当時はフランス王国フランドル伯領）、現在のフランス共和国ノール県リュブリキ（英語読みルブルック）出身。

### モンゴルへの派遣

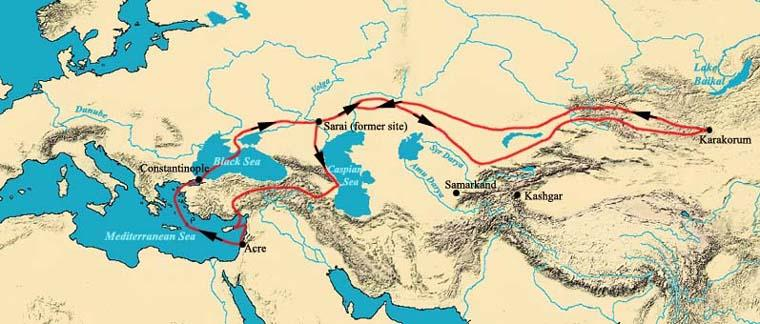
行程図

ルブルックは、1253年にコンスタンティノープルを発ち、南ロシアから「草原の道」を経て翌1254年にカラコルムに到着し、モンケ・ハンへの謁見を果たした。
ルブルックがルイ9世から託された使命は、十字軍への協力要請とキリスト教の布教であった。これについては、以下のような逸話が残っている。1248年、キプロス島に上陸した十字軍のもとに、モンゴル軍司令官イルチガタイからの使者がやってきた。熱心なネストリウス派信者であったイルチガタイは、「協力して聖地を奪還せん」とルイ9世に提案したのである。この話に惹かれたルイ9世はグユク・ハン宛てに返答の使者を派遣し、ルイ9世はさらにルブルックを派遣した。ルブルックと会見したモンケはイルチガタイの使者の正当性を否定し、モンゴルによる世界制覇の野望を伝えたというものである。
しかし実際にはこの逸話の使者はルブルックではなくドミニコ会修道士アンドルーである。アンドルー修道士は、1249年にアンドルー他総勢7名で出発したが、グユクが既に死去していた為、グユク妃であるオグルガイミシュにバルハシ湖南東イミル河畔で謁見し1251年に帰国した。使節はオグルガイミシュの返書を携えて帰国した。その返書には同盟どころか貢納を条件とした和平が高飛車に記載されていてルイ9世を失望させたというものである。ルブルックの派遣は十字軍の協力要請ではなく、バトゥの息子サルタクがキリスト教徒である噂が広まっていたことと、モンゴルから帰国したカルピニがパリでルイ9世に面会した際、ルブルックも同席していて、ルブルック自身がモンゴルへの布教に興味を持ったことにある。
そこでルイ9世はサルタクへ書簡を送ることとし、使節にルブルックを派遣した。ルブルックはクレモナのバーソロミュー修道士、聖職者ゴッセト、通訳アブドゥッラーとともに1252年出発した。サルタクはルイ9世の書簡を読み、バトゥの判断を仰ぐ必要があるとしてバトゥと面会するように指示した。ルブルックがバトゥと面会すると、バトゥはモンケ汗に面会するよう指示した。このように、ルブルックの旅行は最初はカルピニ同様、カラコルムが目的地ではなかった。また、サルタクへ書簡を届けることが第一の目的であり、その後の滞在や帰国についてはルブルック自身明確な意識は無かった可能性がある。ルブルックの記録では、モンケが書簡を持って帰国を命じた時、「わたしどものつとめは神のみ旨のままに生きるよう人々に教えることであります。わたしどもがこの地方に参りましたのはひとえにことためで、もし陛下のお許しが得られましたなら、喜んでここにとどまるつもりでございました」と答えており、またカラコルム滞在中にチベット仏教徒と神学論争を行なっている。ルブルックはカルピニのような使節ではなく、後年のモンテコルヴィーノやオドリコに連なる異教の地における伝道者に分類できる。
ルブルックは「東方諸国旅行記」において、「彼らの住む家は、円形の、細い棒で作った上部が木枠でできているものである。ゲルのプレースに白いフェルトを用いる。大部分のフェルトは、白墨や白土と粉末にした骨を混ぜて彩色してあるので、フェルトが極彩色をしている。こうした住居は非常に大きいもので、幅が30フィートにまで達するものもある。私は車輪の直径を測ったことがあったが、その幅は20フィートあって、ゲルを積んで車を引く牛を数えると、一列に11頭でそれが二列からなっていた」と、当時のゲルに言及している。

## 旅行記
ルブルックの約10年前にモンゴルに派遣された教皇使節プラノ・カルピニが記載したのは報告書であって旅行記ではなく、旅行記に該当するのは最後の第9章だけであり、カスピ海・アラル海・黒海・アゾフ海を同一と認識するなど、2世紀のプトレマイオスよりも地理認識は後退している。これに対しルブルックの著述は半分近くを旅程が占め、カスピ海や黒海の認識は正確である。モンゴルの風俗・習慣に触れているのは全39章のうち7章に過ぎず、カルピニの報告書と比べると非常に対照的な内容となっている。また、後年のマルコ・ポーロや修道士オドリコの旅行記のような奇談もほとんど無い。

### 日本語訳
- 護雅夫訳 『中央アジア・蒙古旅行記 遊牧民族の実情の記録』光風社出版〈光風社選書〉[2]、1989年 ／ 講談社学術文庫、2016年。電子書籍も刊[3]。
  - 「ルブルクのウィリアム修道士の旅行記」　※プラノ・カルピニの旅行記も併せて収録